# Ларкспър (град, Калифорния)
Ларкспър (на английски: Larkspur) е град в окръг Марин, щата Калифорния, САЩ. Ларкспър е с население от 12 396 жители (по приблизителна оценка от 2017 г.) и обща площ от km². Намира се на m надморска височина. ЗИП кодовете му са 94939, а телефонният му код е 415.